# Metanoat d'etil
El metanoat d'etil o formiat d'etil (PIN) és un èster format per la reacció entre etanol i àcid fòrmic. Té olor de rom i és en part el responsable del sabor dels gerds.
Els astrònoms han identificat el metanoat d'etil en una zona de la Via Làctia anomenada Sagitari B2.